# 일 디보
일 디보(Il Divo)는 영국의 클래시컬 크로스오버 음악 그룹이다. 2003년 결성되었으며, 최초 남성 4인조 팝페라 그룹이다. 스위스인 우르스 뷜러, 프랑스인 세바스티앙 이장바르, 스페인인 카를로스 마린, 미국인 데이비드 밀러로 활동을 이어갔으나 카를로스 마린이 2021년 12월 8일 Covid-19 감염으로 영국 맨체스터 왕립 의료 센터 입원, 삼일 뒤 사망하였다.

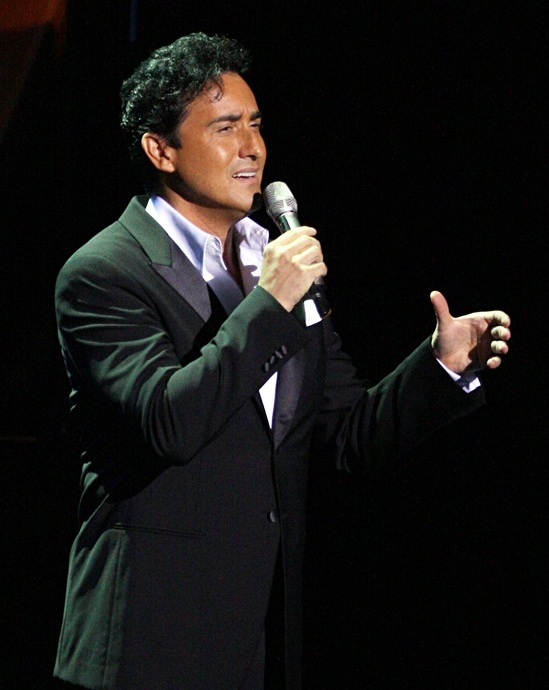
카를로스 마린
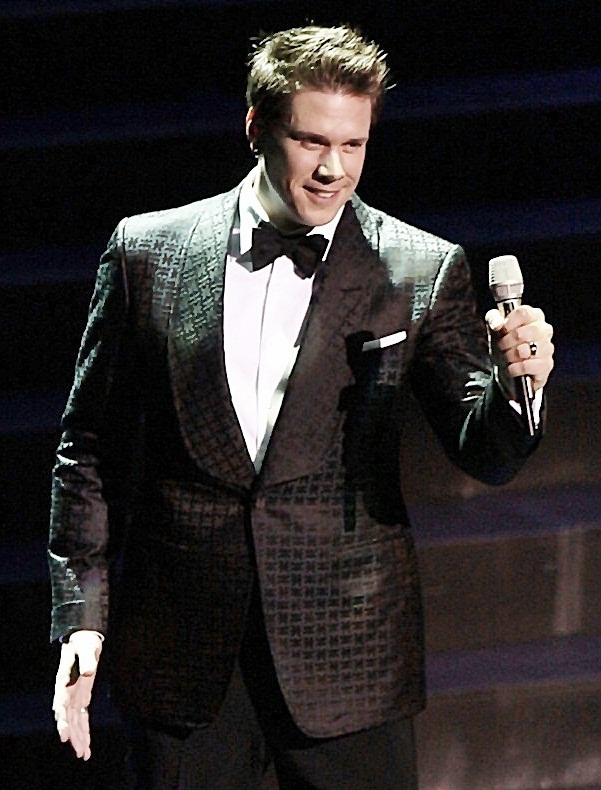
데이비드 밀러
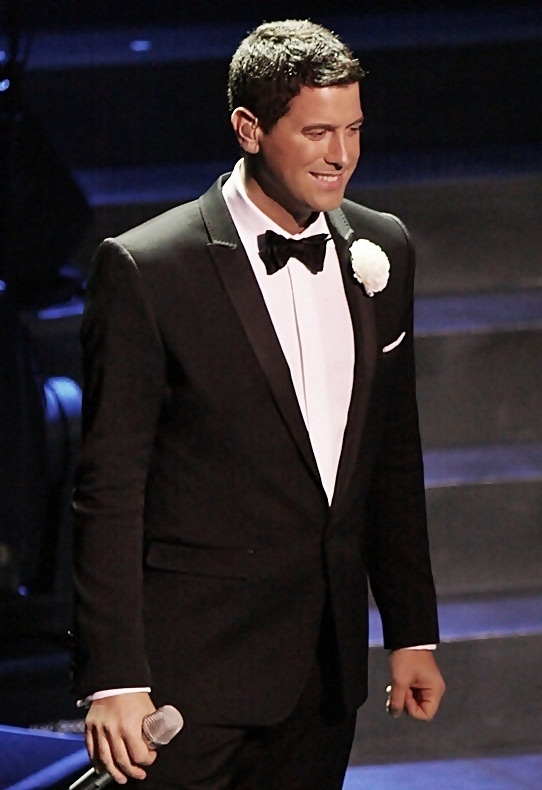
세바스티앙 이장바르
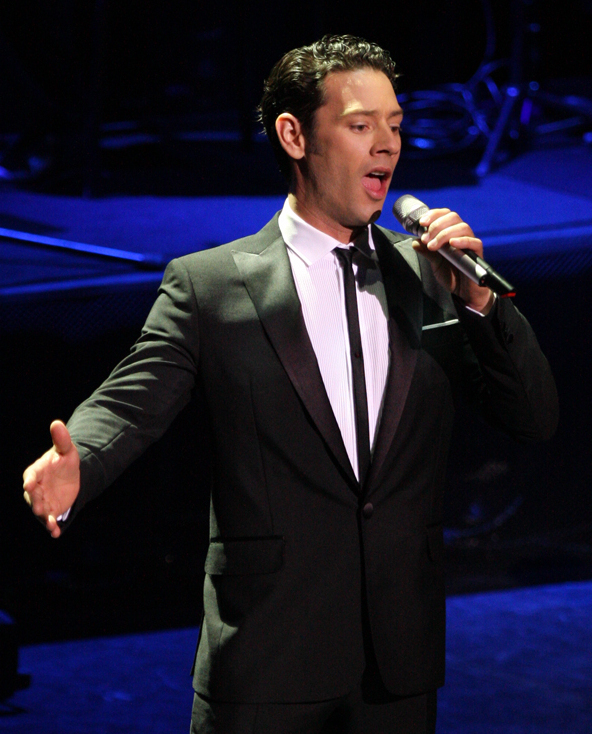
우르스 뷜러

2022년 1월부터 스페셜 게스트 보컬리스트인 멕시코계 미국인 바리톤 Steven LaBrie가 참여하여 공연을 이어가고있다.